# Rudtjärnen (Överluleå socken, Norrbotten)
Rudtjärnen är en sjö i Bodens kommun i Norrbotten och ingår i Altersundets huvudavrinningsområde.